# 康塞桑-达斯佩德拉斯
康塞桑-达斯佩德拉斯是巴西米纳斯吉拉斯州的一个市镇。总面积101.562平方公里，总人口2726人，人口密度26.8人/平方公里。